# Seychellum alluaudi
Seychellum alluaudi is een krabbensoort uit de familie van de Potamonautidae. De wetenschappelijke naam van de soort is voor het eerst geldig gepubliceerd in 1893 door A. Milne-Edwards & Bouvier.